# André Santos
André Clarindo dos Santos, được biết đến nhiều hơn với tên Andre Santos (sinh ngày 8/3/1983 tại Sao Paulo, Brazil) là một cầu thủ bóng đá Brasil. Anh hiện đang thi đấu ở vị trí hậu vệ ở đội tuyển Brasil và câu lạc bộ bóng đá Boluspor của Thổ Nhĩ Kỳ. Santos là một sản phẩm trẻ của Figueirense. Anh chơi trận lớn lần đầu ch Figueirense trong một trận giao hữu với Corinthians. Ngày 15 tháng 6 năm 2009, anh xuất hiện trong trận quốc tế đầu tiên của mình như là một thay thế trong một trận đấu với Ai Cập. Santos tham gia và đã giúp Brazil giành được Cúp Liên đoàn các châu lục 2009. Arsène Wenger đã mô tả Santos là một cầu thủ chất lượng, với khả năng cho cả hai bảo vệ tốt và nhận được và giúp đỡ với các cuộc tấn công.